# توماس جاگواربی
توماس جاگواربی (به پرتغالی: Thomas Jaguaribe Bedinelli) مهاجم، هافبک اهل برزیل است که در شهر Juiz de Fora و در تاریخ ۲۴ فوریهٔ ۱۹۹۳ به دنیا آمده‌است.
توماس جاگواربی در تیم‌های فوتبال فلامینگو سابقهٔ حضور دارد.